# Cremastobombycia grindeliella
Cremastobombycia grindeliella är en fjärilsart som först beskrevs av Walsingham 1891.  Cremastobombycia grindeliella ingår i släktet Cremastobombycia och familjen styltmalar. Inga underarter finns listade i Catalogue of Life.